# ГЕС Бансагар І
ГЕС Бансагар І (англ. Bansagar Dam) – гідроелектростанція в центральній Індії на північному сході штату Мадх’я-Прадеш. Знаходячись після ГЕС Бансагар ІІ, становить нижній ступінь в дериваційному гідровузлі, початковий ресурс для якого надходить із великої правої притоки Гангу річки Сон. Остання бере початок з плато Амаркантак (вузлова точка на межі плоскогір'я Декан та Індо-Гангської рівнини, де сходяться відокремлюючі їх гори Сатпура, Віндх'я та плато Чхота-Нагпур) і тече на північний схід маючи по ліву сторону хребет Kaimur (східне продовження гір Віндх’я).
В межах гідроенергетично-іригаційного проекту Сон перекрили греблею Бансагар, яка накопичує ресурс у сховищі з корисним об’ємом 5,41 млрд м3.  Певну частину води випускають у Сон через споруджену біля підніжжя греблі ГЕС Бансагар ІІІ (60 МВт), тоді як інша спрямовується до системи іригаційних каналів, котрі забезпечують зрошення 493 тисяч гектарів земель у штатах Мадх’я-Прадеш, Уттар-Прадеш та Біхар. Одна з гілок цієї системи обслуговує також гідроенергетичні потреби, постачаючи ресурс для роботи потужної ГЕС Бансагар І. Для цього вода прямує по трасі довжиною понад 40 км, на якій існують два тунелі протяжністю 0,3 км та 3,5 км. Останній проходить під згаданим вище водороздільним хребтом Kaimur та виводить на плато Рева у сточище іншої правої притоки Гангу річки Тонс (Тамас). На виході траси зі сховища Бансагар працює ГЕС Бансагар IV (20 МВт), а на завершальному етапі знаходиться ГЕС Бансагар ІІ. Після неї вода потрапляє у річку Бехар, праву притоку Тонс. 
На плато Рева облаштували ще дві греблі. Тонс перекрили гравітаційною спорудою висотою 20,5 метра та довжиною 347 метрів, яка утримує невелике (в порівнянні з Бансагар) сховище з площею поверхні 22 км2 та об’ємом 35 млн м3 (корисний об’єм 32 млн м3). Звідси вода спрямовується у прокладений по правобережжю канал довжиною біля 25 км, який виводить до Бехар дещо вище від спорудженої на ній водозабірної греблі. Остання спрямовує ресурс – отриманий як з Сон, так і з Тонс – до підвідного каналу довжиною біля 10 км, котрий прямує далі правобережжям Тонс. По завершенні каналу вода через тунель та напірні водоводи подається до розташованого за 0,9 км машинного залу. При цьому використовується падіння з уступу плато Рева, яке стрімко обривається на північ (Тонс утворює у цьому місті водоспад Пурва). 
Машинний зал обладнали трьома турбінами типу Френсіс потужністю по 105 МВт, які працюють при напорі від 169 до 184 метрів та забезпечують виробництво 0,9 млрд кВт-год електроенергії на рік.
Відпрацьована вода потрапляє в Тонс через короткий відвідний канал довжиною 0,2 км.